# Hulle
La Hulle (en wallon, Hûle) est un ruisseau de Belgique et de France, affluent en rive gauche de la Houille  et donc sous-affluent de la Meuse. Sur presque tout son parcours le ruisseau trace la frontière entre la Belgique et la France (département des Ardennes et province de Namur).

## Géographie
De 12 km de longueur dont 6,8 km en France, et prenant sa source près du hameau de Les-Vieux-moulins-de-Thilay, sur la commune Les Hautes-Rivières, à 470 m d'altitude, au pied de la Croix-Gillet (en France), la Hulle ne traverse aucun village lors de son parcours forestier, mais trace la frontière sur une dizaine de kilomètres avant de se jeter dans la Houille, à 185 m d'altitude, entre Bourseigne-Neuve et Felenne. Il traverse la frontière franco-belge entre Hargines et Gedinne, à 270 m d'altitude,.

### Communes et cantons traversés
Dans le seul département des Ardennes, la Hulle traverse la seule commune suivante de Hargnies, dans la canton de Revin, dans l'arrondissement de Charleville-Mézières. Sa source sur la commune Les Hautes-Rivières, dans le canton de Bogny-sur-Meuse, n'est pas référencé dans le SANDRE 2017.

### Bassin versant
La Hulle traverse, en France, une seule zone hydrographique La Hulle. (B731) de 17 km2 de superficie. Ce bassin versant est constitué à 97,66 % de « forêts et milieux semi-naturels ».

### Organisme gestionnaire
L'organisme gestionnaire est l'EPTB EPAMA Etablissement public d'Aménagement de la Meuse et de ses affluents et la Houille fait partie du secteur hydrographique La Meuse du confluent de la Semoy à la frontière franco-belge.

## Affluents
La Hulle a un seul affluent référencé :
- le ruisseau Ris du Stol (rg), 4,9 km aussi frontalier franco-belge entre Hargnies et Gedinne.

Donc son rang de Strahler est de deux.